# Persone di cognome Dawson
| Questa pagina contiene informazioni ricavate automaticamente dalle voci biografiche con l'ausilio del template Bio e di un bot. L'aggiornamento è periodico e automatico e ricostruisce completamente la pagina. Se manca una persona in questa lista, sei pregato di non aggiungerla, ma accertati piuttosto che la sua voce biografica contenga il template Bio e che i dati anagrafici siano correttamente compilati. Se il template Bio manca, inseriscilo tu stesso o, in alternativa, metti l'avviso {{tmp\|Bio}} che ne segnala la mancanza. Se i dati riportati sono sbagliati, correggi direttamente la voce biografica; le modifiche saranno visibili in questa lista entro pochi giorni. Per chiarimenti vedi il progetto antroponimi. La lista contiene solo le 61 persone che sono citate nell'enciclopedia e per le quali è stato implementato correttamente il template Bio. Pagina aggiornata al 7 ago 2025. |

Questa è una lista di persone presenti nell'enciclopedia che hanno il cognome Dawson, suddivise per attività principale.

## Allenatori di calcio(2)
- Ally Dawson, allenatore di calcio e calciatore scozzese (Johnstone, n. 1958 - Johnstone, † 2021)
- Andy Dawson, allenatore di calcio e ex calciatore inglese (Northallerton, n. 1978)

## Archeologi(1)
- Charles Dawson, archeologo britannico (Tulketh Hall, n. 1864 - Lewes, † 1916)

## Astronomi(2)
- Bernhard H. Dawson, astronomo statunitense (Kansas City, n. 1890 - † 1960)
- Matthew Dawson, astronomo britannico (n. 1958)

## Attori(5)
- Anthony Dawson, attore britannico (Edimburgo, n. 1916 - Lewes, † 1992)
- David Dawson, attore britannico (Widnes, n. 1982)
- Hal K. Dawson, attore statunitense (Rockville, n. 1896 - Loma Linda, † 1987)
- Paul Dawson, attore statunitense
- Richard Dawson, attore e conduttore televisivo britannico (Gosport, n. 1932 - Los Angeles, † 2012)

## Attrici(3)
- Doris Dawson, attrice statunitense (Goldfield, n. 1905 - Coral Gables, † 1986)
- Rosario Dawson, attrice e doppiatrice statunitense (New York, n. 1979)
- Roxann Dawson, attrice e regista statunitense (Los Angeles, n. 1958)

## Bassisti(1)
- Steve Dawson, bassista britannico (Sheffield, n. 1952)

## Calciatori(4)
- Cameron Dawson, calciatore inglese (Sheffield, n. 1995)
- Craig Dawson, calciatore inglese (Rochdale, n. 1990)
- Michael Richard Dawson, ex calciatore inglese (Northallerton, n. 1983)
- Stephen Dawson, ex calciatore irlandese (Dublino, n. 1985)

## Canottieri(1)
- Jacob Dawson, canottiere britannico (Gosport, n. 1993)

## Cantanti(3)
- Dana Dawson, cantante e attrice statunitense (New York, n. 1974 - New York, † 2010)
- Kimya Dawson, cantante statunitense (n. 1972)
- Sheila Jordan, cantante e cantautrice statunitense (Detroit, n. 1928)

## Cestisti(11)
- Ed Dawson, cestista canadese (Alford, n. 1907 - Windsor, † 1968)
- Jimmy Dawson, ex cestista statunitense (Oak Park, n. 1945)
- Norm Dawson, cestista canadese (Alford, n. 1911 - Windsor, † 2003)
- Tony Dawson, ex cestista statunitense (Kinston, n. 1967)
- Branden Dawson, ex cestista statunitense (Gary, n. 1993)
- Eric Dawson, ex cestista statunitense (San Antonio, n. 1984)
- Jamie Dawson, cestista statunitense (Houston, n. 1922 - Longview, † 2009)
- John Dawson, cestista statunitense (Albuquerque, n. 1995)
- Joe Dawson, ex cestista statunitense (Tuscaloosa, n. 1960)
- Shawn Dawson, cestista israeliano (Eilat, n. 1993)
- Tavrion Dawson, cestista statunitense (Harbor City, n. 1996)

## Compositori di scacchi(1)
- Thomas Rayner Dawson, compositore di scacchi britannico (Leeds, n. 1889 - Londra, † 1951)

## Generali(1)
- Douglas Dawson, generale britannico (n. 1854 - † 1933)

## Geologi(1)
- John William Dawson, geologo e naturalista canadese (Pictou, n. 1820 - Montréal, † 1899)

## Giocatori di baseball(1)
- Andre Dawson, ex giocatore di baseball statunitense (Miami, n. 1954)

## Giocatori di football americano(4)
- Dermontti Dawson, ex giocatore di football americano statunitense (Lexington, n. 1965)
- Len Dawson, giocatore di football americano statunitense (Alliance, n. 1935 - Kansas City, † 2022)
- Paul Dawson, giocatore di football americano statunitense (Dallas, n. 1993)
- Phil Dawson, ex giocatore di football americano statunitense (West Palm Beach, n. 1975)

## Giocatori di snooker(1)
- Charles Dawson, giocatore di snooker inglese (Huddersfield, n. 1866 - Huddersfield, † 1921)

## Golfisti(1)
- Peter Dawson, golfista britannico (Doncaster, n. 1950)

## Hockeisti su prato(1)
- Matt Dawson, hockeista su prato australiano (Killarney Vale, n. 1994)

## Microbiologi(1)
- Martin Henry Dawson, microbiologo canadese (Truro, n. 1896 - Truro, † 1945)

## Modelle(2)
- Charlotte Dawson, modella e personaggio televisivo neozelandese (Auckland, n. 1966 - Woolloomooloo, † 2014)
- Jen Dawson, modella, conduttrice televisiva e attrice britannica (Sheffield, n. 1979)

## Montatori(1)
- Ralph Dawson, montatore, regista e sceneggiatore statunitense (Westborough, n. 1897 - Hollywood, † 1962)

## Musicisti(2)
- Richard Dawson, musicista e chitarrista britannico
- Robert Rian Dawson, musicista statunitense (Baltimora, n. 1987)

## Nuotatori(1)
- Oliver Dawson, nuotatore canadese (n. 2008)

## Nuotatrici(1)
- Kathleen Dawson, nuotatrice britannica (Kirkcaldy, n. 1997)

## Pattinatori di velocità su ghiaccio(1)
- Casey Dawson, pattinatore di velocità su ghiaccio statunitense (Park City, n. 2000)

## Poliziotte(1)
- Margaret Damer Dawson, poliziotta britannica (Burgess Hill, n. 1873 - Chelsea, † 1920)

## Pugili(1)
- Chad Dawson, pugile statunitense (Hartsville, n. 1982)

## Rugbisti a 15(2)
- Matt Dawson, rugbista a 15, commentatore televisivo e dirigente d'azienda britannico (Birkenhead, n. 1972)
- Kieron Dawson, ex rugbista a 15 e allenatore di rugby britannico (Bangor, n. 1975)

## Sciatori alpini(1)
- Travis Dawson, ex sciatore alpino canadese (Calgary, n. 1988)

## Storici(1)
- Christopher Dawson, storico e scrittore britannico (Hay Castle, n. 1889 - Budleigh Salterton, † 1970)

## Senza attività specificata(2)
- Brendon Dawson, allenatore di rugby a 15 e ex rugbista a 15 zimbabwese (Bulawayo, n. 1967)
- Toby Dawson, ex sciatore freestyle sudcoreano (Pusan, n. 1979)